# Dayton Owls
Dayton Owls byl profesionální americký klub ledního hokeje, který sídlil v Daytonu ve státě Ohio. V roce 1977 působil v profesionální soutěži International Hockey League. Owls ve své poslední sezóně v IHL skončily v základní části. Své domácí zápasy odehrával v hale Hara Arena s kapacitou 5 500 diváků. Klubové barvy byly červená, černá a bílá.
Založen byl v roce 1977 po přestěhování týmu Columbus Owls do Daytonu. Owls původně měly odehrát celou sezónu 1977/78, ovšem z důvodu klesajících návštěv byl klub ještě v průběhu sezóny přestěhován do Grand Rapids v Michiganu. Zde byl založen tým Grand Rapids Owls.

## Přehled ligové účasti
Zdroj: 
- 1977: International Hockey League (Jižní divize)